# Kulciîți, Sambir
Kulciîți (în ucraineană Кульчиці) este o comună în raionul Sambir, regiunea Liov, Ucraina, formată numai din satul de reședință.

## Demografie
Componența lingvistică a comunei Kulciîți
     Ucraineană (100%)
Conform recensământului din 2001, toată populația comunei Kulciîți era vorbitoare de ucraineană (100%).